# Gert Prokop
Gert Prokop (11 de junio de 1932 en Richtenberg—1 de marzo de 1994 en Berlín, por suicidio) fue un escritor de ciencia ficción, literatura juvenil y novelas policíacas.

## Biografía
Gert Prokop creció en Richtenberg. Permaneció en su pueblo natal hasta 1950, cuando se mudó a Berlín. Estudió en la Escuela de Artes Weißensee dos semestres, antes de encontrar un empleo como periodista en el Neuen Berliner Zeitung. De 1967 a 1970 trabajó como documentador para varias palículas. A partir de 1971 estuvo trabajando de escritor. El 1 de marzo de 1994 se quitó la vida.

## Obra
La novela juvenil detectivesca Detektiv Pinky, cuenta la historia de un joven detective huérfano de nombre Pinky (nombre inspirado en la Agencia Nacional de Detectives Pinkerton), y fue un clásico de la literatura juvenil de la RDA. Fue llevado al cine por Stefan Lukschy con el título Pinky und der Millionenmops.
Prokop escribió relatos de ciencia ficción (reunidos en Wer stiehlt schon Unterschenkel? y Der Samenbankraub) que consisten en una forma de crítica social, 
Las aventuras de Timothy Truckle, detective del los todopoderosos empresarios del régimen totalitario de unos supuestos Estados Unidos del futuro, y al mismo tiempo agente de los movimientos de resistencia en la sombra, son una distopía que relata los detalles de las instituciones y elpoder indisputado de las empresas.
- Datos: Q67936